# Moby Lines
Pour les articles homonymes, voir Moby (homonymie).
Moby Lines est une compagnie de navigation maritime privée italienne assurant des liaisons en car-ferry depuis l'Italie continentale vers la Sardaigne, la Corse et l'Île d'Elbe. Elle a été fondée en 1959 par l'armateur napolitain Achille Onorato. Le nom de la compagnie et son logo de baleine font référence au roman Moby-Dick.
La compagnie commence ses activités entre la Sardaigne et l'archipel de La Maddalena sous le nom de Navigazione Arcipelago Maddalenino (abrégé en Nav. Ar. Ma. Lines) avant de s'installer en 1966 entre le continent italien et l'île d'Elbe puis la Corse à partir de 1967. L'entreprise connaît par la suite un fort développement dans les années 1980, notamment grâce au trafic estival entre l'Italie et la Corse, ce qui lui permet d'agrandir sa flotte et son réseau avec l'ouverture en 1988 d'une ligne vers la Sardaigne, et de s'imposer comme l'un des principaux armateurs de son pays. Fragilisée dans les années 1990 en raison de la baisse du trafic et de l'accident meurtrier de l'un de ses navires, la société, reprise en main par Vincenzo Onorato sait se reconstruire avec notamment la constitution d'une flotte de navires rapides durant les années 2000.
La compagnie Moby Lines fait actuellement partie du vaste groupe Onorato qui détient notamment l'ex-compagnie publique Tirrenia. Depuis les années 2000, ses navires sont reconnaissables à leurs coques décorée avec des personnages issus des Looney Tunes.

## Histoire

### 1959 - 1982

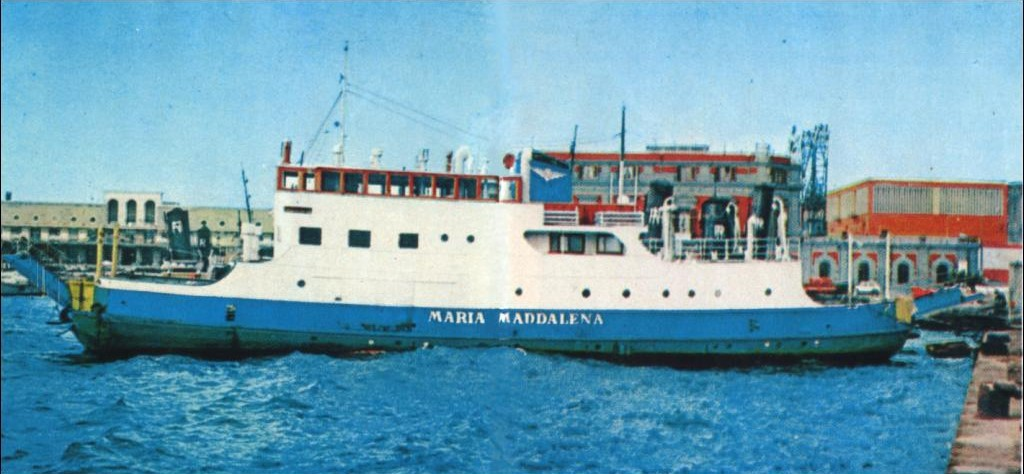
Le Maria Maddalena premier navire de Nav. Ar. Ma..

Le 9 juillet 1959, l'armateur Achille Onorato fonde à Cagliari la société Navigazione Arcipelago Maddalenino (Nav. Ar. Ma.). Présent dans les affaires maritimes depuis les années 1930, ce napolitain de 50 ans est issu d'une famille d'armateurs et possède déjà quelques modestes compagnies de navigation. Inspiré par le concept émergeant du car-ferry, permettant de transporter des passagers ainsi qu'un certain nombre de véhicules, il décide d'expérimenter ce type de navire sur un trajet de courte distance au nord de la Sardaigne, entre Palau et l'archipel de La Maddalena. Le 1er novembre 1959, il fait donc l'acquisition du premier navire de sa nouvelle société, le petit ferry danois de 35 mètres Ærøskøbing qu'il rebaptise Maria Maddalena. D'une capacité de 400 passagers et 20 véhicules, il inaugure les services de Nav. Ar. Ma. le 17 décembre 1959.
En 1966, en raison de la mise en service de deux car-ferries jumeaux plus performants par la compagnie publique Tirrenia, Achille Onorato décide d'abandonner la desserte de La Maddalena. Il implante alors les activités de sa société sur les lignes entre l'Italie continentale et l'Île d'Elbe et fait naviguer le Maria Maddalena entre Piombino et Portoferraio. Malgré le changement de secteur, la compagnie conserve néanmoins son nom initial.
Les nouvelles activités de Nav. Ar. Ma. sur l'île d'Elbe se révèleront assez rentables, si bien qu'un second navire sera acquis en 1967, le car-ferry suédois Gotlänningen qui prend le nom d‘Elba Prima. Mesurant 60 mètres et pouvant transporter 600 passagers et 70 véhicules, cette nouvelle unité, mise en service en avril 1967, inaugure durant l'été un prolongement de la ligne vers Bastia en Corse. Afin de renforcer ses liaisons estivales, Nav. Ar. Ma. affrète le ferry Agostino Lauro, d'une capacité de 500 passagers et 52 véhicules, au cours de l'été 1968.
En 1971, le siège de la compagnie est déménagé de Cagliari à Naples. C'est également cette année-là que Nav. Ar. Ma. et l'armateur Lauro établissent un partenariat pour l'exploitation des lignes de l'île d'Elbe et de la Corse. Les deux compagnies exploitent alors en commun quatre hydroptères, les Alicorsica, Alibastia, Alielba et Aligiglio à compter de 1972. L'expérience se révèlera cependant peu fructueuse et les hydroptères seront abandonnés deux ans plus tard.
En 1974, le partenariat entre Nav. Ar. Ma. et Lauro prend fin. Afin de faire face à l'augmentation du trafic, Nav. Ar. Ma. renforce sa flotte en rachetant la coque d'un car-ferry de 67 mètres en construction en Grèce qu'elle fait achever en Italie sous le nom de Portoferraio. Au même moment, la compagnie fait aussi construire son premier navire neuf aux chantiers Benetti de Viareggio, le Bastia, car-ferry de 74 mètres de long, pouvant transporter 650 passagers et 100 véhicules à la vitesse de 18 nœuds. Cette nouvelle unité entre en service en juin 1974.
À partir de 1975 Nav. Ar. Ma. doit faire face à l'offensive de la nouvelle compagnie publique Toremar, issue de la nationalisation de l'ancienne Navigazione Toscana-Società Anonima di Navigazione. Perdant quelques parts de marché, la compagnie renouvelle son outil naval à partir de 1978 en rachetant le car-ferry Città di Piombino qui remplace au sein de la flotte le Maria Maddalena qui est vendu. La construction d'un sister-ship du Bastia est également lancée en 1980 aux nouveaux chantiers de Pietra Ligure. Baptisée Giraglia, la nouvelle unité est mise en service en novembre 1981. Il est le premier navire de la compagnie où la marque « Nav. Ar. Ma. Lines » est inscrite en grand sur la coque, ce qui sera ensuite appliqué à l'ensemble de la flotte. À l'occasion de sa mise en service, Nav. Ar. Ma. en profite pour affecter l'un de ses navires sur la ligne entre Palau et La Maddalena avant d'abandonner une nouvelle fois la desserte.

### 1982 - 1991
Durant la majeure partie des années 1980, la compagnie connaîtra une croissance fulgurante en raison d'une embellie économique du marché italien. L'armateur profitera d'une recrudescence de touristes italiens venant visiter la Corse pour s'implanter durablement sur ce marché. Progressivement, des navires plus imposants seront acquis afin de faire face à la demande croissante.

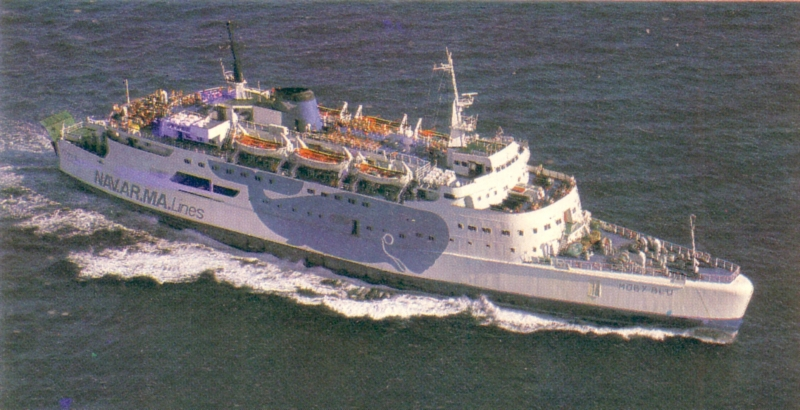
Le Moby Blu, premier navire de grande capacité de Nav. Ar. Ma., mais aussi premier navire à arborer la baleine bleue.

En octobre 1982, une étape majeure est franchie par Nav. Ar. Ma.. La compagnie fait en effet l'acquisition du car-ferry britannique Free Enterprise II. Long de 108 mètres et pouvant transporter 1 200 passagers et 230 véhicules, il présente des caractéristiques sans précédent au sein de la flotte. Renommé Moby Blu, il est décoré de manière pour le moins originale avec une grande baleine bleue sur ses flancs. Cette nouvelle unité est d'abord exploitée à la fin de l'année 1982 entre Piombino et la Sardaigne puis à partir de l'été 1983 entre Livourne et Bastia. Cette nouvelle ligne vers la Corse se révèlera être un franc succès grâce à un afflux de touristes italiens, venant en nombre visiter l'île depuis le début de la décennie. L'arrivée de Nav. Ar. Ma. Lines met également fin au monopole de la compagnie bastiaise Corsica Ferries, qui était depuis 1972 l'unique opérateur sur cette ligne, marquant le début d'une émulation entre les deux transporteurs qui s'intensifiera dans les années à venir.
Gagnant progressivement des parts de marché de plus en plus importantes, Nav. Ar. Ma. poursuit son développement. Ainsi à partir de 1984, une ligne saisonnière inter-île entre la Sardaigne et la Corse est mise en place, desservie par les navires Città di Piombino ou Elba Prima selon période. La compagnie rachète ensuite à l'issue de la saison 1985 le car-ferry néerlandais Koningin Juliana. Avec ses 130 mètres de long, il est le deuxième navire de grande taille de la compagnie. Au cours de sa transformation, sa capacité sera portée à 1 490 passagers et 360 véhicules, lui permettant de directement rivaliser avec le futur Corsica Viva II acquis au même moment par Corsica Ferries. Rebaptisé Moby Prince, le navire est également décoré avec une grande baleine bleue sur ses flancs, confirmant les nouveaux standards de la flotte Nav. Ar. Ma. mis en place avec le Moby Blu, la baleine devient ainsi l'emblème de la compagnie.

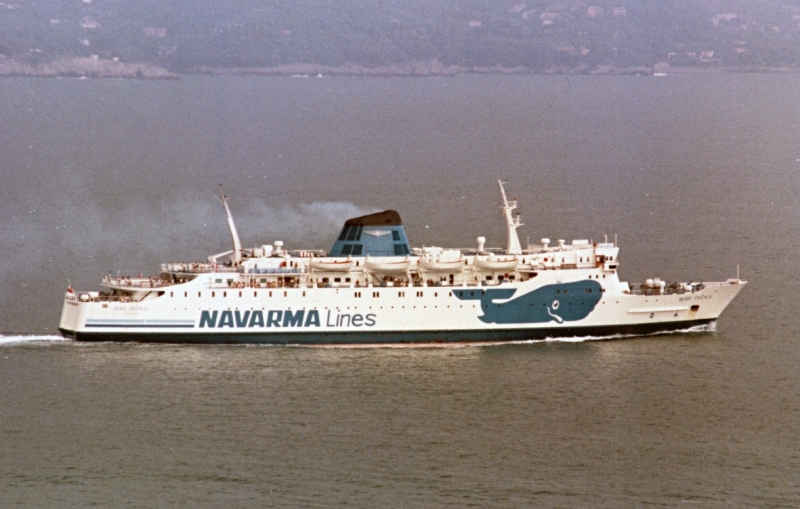
Le Moby Prince, second navire de grande capacité, entre en flotte en 1985. Il sera détruit par un incendie meurtrier en 1991.

L'arrivée du Moby Prince permet l'ouverture d'une nouvelle ligne estivale vers la Corse depuis La Spezia à partir de l'été 1986. En novembre de cette même année, Nav. Ar. Ma. fait l'acquisition de deux nouveaux navires, le ferry finlandais Viking 6 ainsi que le navire belge Prins Philippe. Renommés respectivement Moby Dream et Moby Baby, les deux navires présentent des caractéristiques voisines de celles du Moby Blu avec une longueur d'environ 110 mètres et une capacité avoisinant les 1 200 passagers et les 300 véhicules. Le Moby Dream est cependant plus orienté vers les traversées de nuit et possède de luxueuses installations à l'instar du Moby Prince. Avec l'apport de ces nouveaux navires, une ligne entre Porto Santo Stefano et Bastia est ouverte à l'été 1987. Leur arrivée ne permet cependant que difficilement l'absorption du flux de passagers tendant à augmenter chaque années. Face à l'augmentation du trafic, Nav. Ar. Ma. rachète en mars 1988 à Tirrenia le car-ferry Malta Express qui est mis en service sur la Corse au cours de la saison estivale sous le nom de Moby Will. C'est également en 1988 que Nav. Ar. Ma. Lines inaugure une ligne régulière vers la Sardaigne entre Livourne et Olbia.
En prévision de l'ouverture d'une ligne entre Gênes et Bastia, Nav. Ar. Ma. se dote de deux car-ferries en 1989. Dans un premier temps est acquis le navire porte train suédois Skåne qui prend le nom de Moby Big. La configuration de ce dernier est cependant inadaptée au trafic, impliquant d'importants travaux de transformation. Réalisés entre 1989 et 1990, ceux-ci permettent de porter sa capacité à 1 830 passagers et 550 véhicules. À l'issue des travaux, le navire change une nouvelle fois de nom et devient le Moby King. Il inaugure lors de l'été 1990 les rotations entre Gênes et Bastia aux côtés d'un autre car-ferry gros porteur de 120 mètres lui aussi acheté en 1989 et livré en mars 1990, l'ex-St Brendan, rebaptisé Moby Vincent. Les deux nouvelles unités de Nav. Ar. Ma. entrent en concurrence directe avec les navires de Corsica Ferries qui s'était réinstallée à Gênes l'année précédente. Au printemps 1990, la compagnie a également fait l'acquisition d'un navire de plus petite taille pour ses lignes de l'île d'Elbe, le britannique Earl Godwin, car-ferry de 100 mètres, rebaptisé Moby Baby.
Dans la nuit du 10 avril 1991, un tragique évènement frappe Nav. Ar. Ma., son navire amiral le Moby Prince est ravagé par un incendie après avoir heurté un pétrolier alors qu'il quittait le port de Livourne pour rejoindre la Sardaigne. À l'exception d'un membre d'équipage, la totalité des personnes présentes à bord ont été tuées dans l'accident. Très médiatisée, la catastrophe est la pire qui ait touché la marine marchande italienne depuis la fin de la Seconde Guerre mondiale. Cet événement a pour conséquence de stopper la croissance incessante que connaissait la compagnie depuis le début des années 1980 et contraint Achille Onorato à quitter la direction.

### 1991 - 2001
Le début des années 1990 est une période difficile pour Nav. Ar. Ma. Lines qui, en plus de la chute de son trafic en raison de l'accident meurtrier du Moby Prince, sera confrontée à une baisse du tourisme italien en Corse dès 1993. C'est également à cette période que Vincenzo Onorato, fils d'Achille, prendra la direction de la compagnie, qui changera de nom pour Moby Lines à partir de 1992. Le nouveau dirigeant va contre toute attente parvenir à redorer l'image de son entreprise en se concentrant notamment sur le développement des lignes de la Sardaigne, dont le marché connaît alors une hausse exponentielle.
Après le tragique accident du Moby Prince, Nav. Ar. Ma. aborde les années 1990 dans un contexte plus que tendu. La catastrophe a en effet des incidences sur la totalité de son trafic en raison du ternissement de son image auprès des passagers. Contraint de quitter son poste par décision de justice, Achille Onorato, fondateur de la compagnie, laisse sa place à son fils Vincenzo, alors âgé de 34 ans. Le jeune directeur va alors s'investir pour tenter d'effacer le mauvais souvenir et redresser l'entreprise familiale. Dès 1992, le nom Nav. Ar. Ma. Lines est abandonné et la compagnie devient Moby Lines. Un nouveau navire est même acquis cette année, le car-ferry espagnol de 140 mètres Manuel Soto qui prend le nom de Moby Fantasy et entame son service entre Gênes et Bastia à partir de l'été 1993.
Cette année 1993 sera cependant marquée par une crise touchant les lignes entre la Corse et l'Italie. En raison d'une taxe de 30 francs instaurée par l'assemblée de Corse sur chaque passager entrant ou sortant de l'île, le nombre de touristes italiens chute alors drastiquement. La dépréciation de la lire vis à vis du franc n'arrange pas la situation et rend la destination corse bien plus chère que les îles italiennes. En conséquence de cette crise, l'offre de Moby sur la Corse se révèle largement supérieure à la demande, ce qui entraîne la fermeture des lignes depuis La Spezia et Porto Santo Stefano ainsi que la vente du Moby Love et du Moby Will et le transfert du Moby Blu sur l'île d'Elbe. Le Moby Vincent sera quant à lui affrété durant tout l'été en mer Baltique par la compagnie finlandaise Silja Line.
Si la situation s'avère compliquée sur les lignes de la Corse, le trafic passager sur le marché sarde va, par voie de conséquence, connaître une hausse significative. Dès 1994, Moby et la Région autonome sarde mettent en place un partenariat pour la desserte de la ligne entre Livourne et Olbia. Une filiale dénommée Sardegna Lines est alors crée pour l'occasion et affrète le Moby Dream, renommé Sardegna Bella. Les lignes de l'île d'Elbe sont également renforcées en 1996 grâce à l'apport d'un petit ferry finlandais rebaptisé Moby Ale. La coque de ce dernier est par ailleurs repeinte de manière originale avec la représentation d'animaux dessinés à la manière d'un enfant.
En février 1997, la compagnie fait l'acquisition de deux nouveaux navires, le car-ferry belge Reine Astrid, sister-ship du Moby Vincent, rebaptisé Moby Kiss et le J.J. Sister, sister-ship du Moby Fantasy, qui prend le nom de Moby Magic. Le premier est affrété par la Compagnie marocaine de navigation (Comanav) qui l'acquiert l'année suivante. Le second est mis en service entre Gênes et Bastia au mois de mai. Entre-temps en mars, l‘Elba Prima est reconverti pour transporter des matières dangereuses entre Piombino et l'île d'Elbe.
En 1998, Moby Lines se lance dans le transport de fret entre Livourne et Olbia. À cet effet, la compagnie rachète deux cargos mixtes, tout d'abord le Freccia Rossa, rebaptisé Moby Gum et mis en service en juin, puis, après la saison estivale, le navire suédois Norse Lagan, qui prend le nom de Moby Rider. C'est également cette année-là que les services de la filiale Sardegna Lines sont interrompus en raison d'une avarie survenue à bord du Sardegna Bella. Moby reprendra finalement la ligne sous ses propres couleurs à l'aide du Moby Magic. Le Sardegna Bella sera pour sa part vendu à la démolition en 2001. Enfin, un nouveau navire est acheté au mois d'octobre pour les lignes de l'île d'Elbe, le car-ferry britannique King Orry, rebaptisé Moby Love 2. Son arrivée permet le transfert du Bastia entre Santa Teresa Gallura et Bonifacio en remplacement du Città di Piombino qui est retiré de la flotte.
Contrairement à la plupart des armateurs en Méditerranée tels que Tirrenia, Corsica Ferries ou encore la SNCM, ayant manifesté un intérêt particulier pour les navires à grande vitesse au cours des années 1990, Moby Lines n'a pas pris part à la course à la vitesse que se livrent ses rivaux. En raisons des difficultés rencontrées au début de la décennie, la compagnie avait renoncé à prendre le virage de la navigation à grande vitesse. Ainsi, à la fin des années 1990, Corsica Ferries parvient à regagner des parts de marché et à capter l'essentiel des flux de passagers entre la Ligurie et Bastia depuis le port de Savone grâce à la multiplication des fréquences et la réduction du temps des traversées permises par son NGV. À l'inverse, le trafic de Moby depuis le port de Gênes avec Bastia tend plutôt à stagner, voir se réduire, d'autant que c'est également la période pendant laquelle la concurrence des NGV de la SNCM et de Corsica Ferries dévie une partie du trafic de Gênes sur Nice, dont le port connaît alors un véritable essor. Lorsque Corsica Ferries annonce en septembre 1998 avoir passé commande de deux ferries rapides de dernière génération destinés à assurer une desserte combinée de la Corse et de la Sardaigne, Moby Lines décide de s'inspirer de la stratégie de sa rivale bastiaise et commande en mars 1999 une paire de navires similaires aux chantiers sud-coréen DSME.
Introduit en mer Adriatique par les compagnies grecques Superfast Ferries et Minoan Lines, ce type de navire combine la taille et le confort d'un ferry classique et des vitesses élevées proches de celles des navires à grande vitesse. Les futurs navires de Moby pourront transporter 1 880 passagers et 665 véhicules à des vitesses de plus de 27 nœuds. Prévus pour mesurer 174 mètres de long pour 27 mètres de large et jauger 35 000 UMS, leurs installations sont également conçues pour offrir le maximum de confort possible. En attendant leur mise en service, prévue pour 2001, la compagnie fait l'acquisition du petit car-ferry danois Peder Olsen qui est exploité en 2000 entre Gênes et Bastia sous le nom de Moby Lally, permettant le transfert du Moby Vincent sur une nouvelle ligne entre Civitavecchia et Olbia.

### 2001 - 2011
Tout au long des années 2000, Moby Lines connaîtra un fort développement à l'instar de celui qu'elle a connu dans les années 1980. La période difficile des années 1990 laisse place à un renouveau de l'armateur qui s'impose comme l'un des principaux transporteurs vers la Sardaigne, notamment grâce à la constitution progressive d'une flotte de navires rapides.
Au cours de l'été 2001, Moby réceptionne, avec un peu de retard, les deux ferries rapides Moby Wonder et Moby Freedom. Ces géants des mers, construits en Corée du Sud, sont alors affectés en tandem sur une desserte combinée de la Sardaigne et de la Corse avec chaque jour d'été un voyage de nuit entre Gênes et Olbia et deux voyage de jours, l'un entre Gênes et Bastia, l'autre entre Civitavecchia et Olbia. De par leurs dimensions et leur vitesse, ils rivalisent directement avec les navires similaires opérés par Corsica Ferries et Tirrenia. Ils remplacent le Moby Lally qui est transféré sur l'île d'Elbe ainsi que Moby King, déjà immobilisé durant l'été à la suite d'une avarie et qui quittera finalement la flotte l'année suivante. L'arrivée du Moby Lally sur les lignes de l'île d'Elbe entraîne la sortie de flotte du Moby Blu.

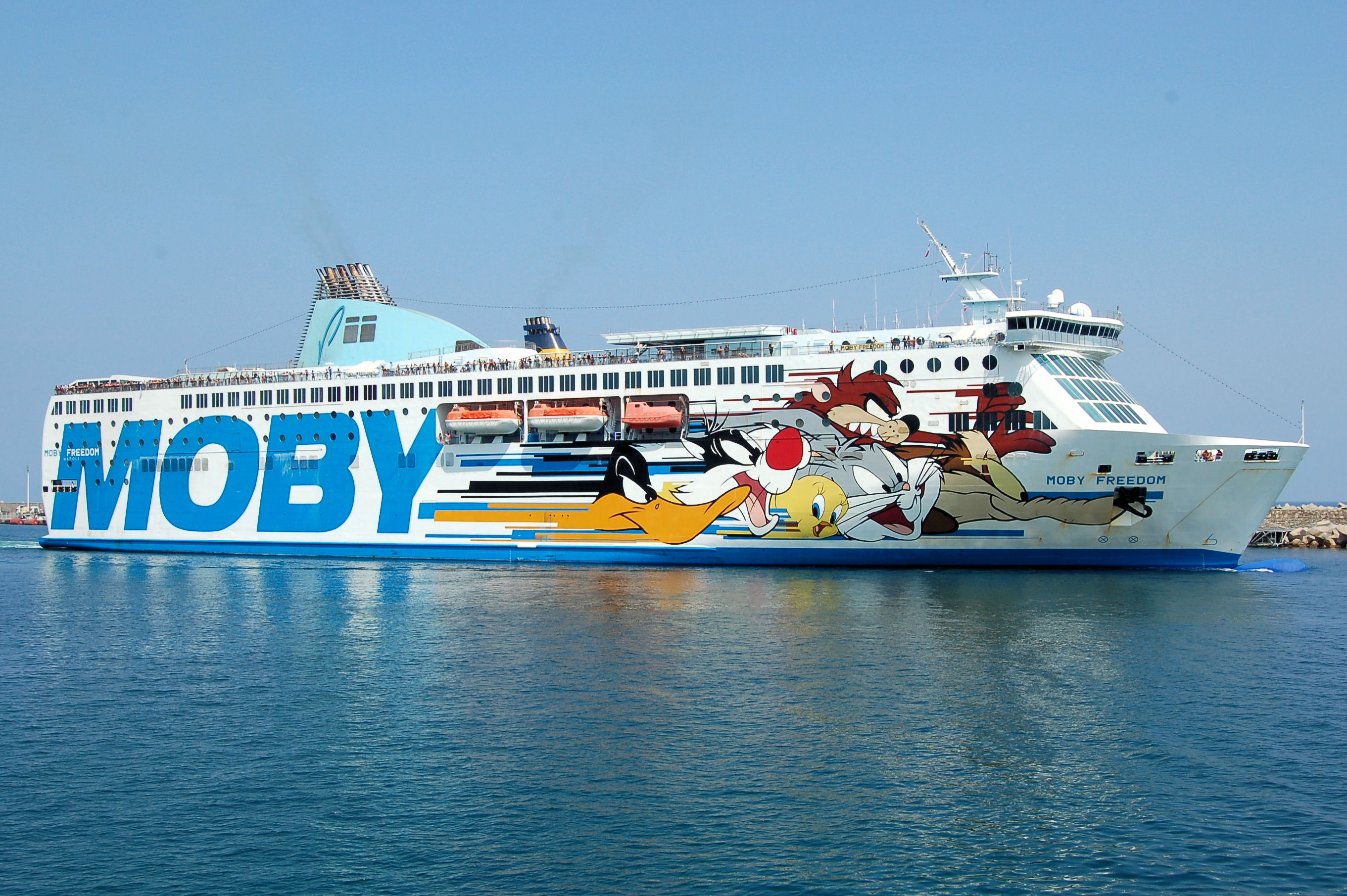
Le Moby Freedom, premier navire de Moby à arborer une livrée représentant des personnages des Looney Tunes.

À l'issue de la saison estivale 2001, la compagnie entreprend sur le Moby Freedom des modifications pour le moins originales. Livré avec un retard plutôt conséquent, le navire avait en effet quitté les chantiers alors que sa livrée, devant intégrer la fameuse baleine Moby, n'était pas peinte sur la coque. Le car-ferry sera finalement décoré avec une livrée fantaisiste représentant des personnages emblématiques issus des Looney Tunes, célèbres cartoons de la Warner Bros.. Le procédé sera progressivement appliqué à tous les navires de la flotte (à l'exception des navires desservant l'île d'Elbe) et deviendra un standard de la compagnie.
Le succès des navires rapides encourage alors l'armateur à commander au mois de juillet 2003 une troisième unité de ce type aux caractéristiques voisines des deux premiers. Commandé aux chantiers Fincantieri d'Ancone, sa mise en service est prévue pour 2005. Quelques mois plus tard, un quatrième ferry rapide, cette fois-ci d'occasion, est acquis par Moby pour remplacer le Moby Magic, sérieusement endommagé après avoir talonné un haut fond. Mis en service en juin 2004, il s'agit du ferry danois Prince of Scandinavia qui est affecté entre Livourne et Olbia sous le nom de Moby Drea. À la fin de l'année 2003, la compagnie se sépare de l'un de ses deux cargos, le Moby Gum, vendu à la démolition l'année suivante. Le Moby Rider sera, quant à lui, retiré en 2005 à la suite d'une avarie puis finalement cédé en 2007.
En mai 2005, la compagnie prend livraison du Moby Aki, sister-ship du Moby Wonder et du Moby Freedom. Contrairement à ses aînés, il est exclusivement dévolu aux lignes de la Sardaigne. Son entrée en flotte entraîne le déplacement du Moby Fantasy entre Civitavecchia et Olbia et la vente du Moby Magic à la casse.
En 2006, le groupe Onorato fait l'acquisition de la compagnie Lloyd Sardegna, transporteur de fret desservant la Sardaigne depuis Piombino et Livourne. Quatre des cinq rouliers que comptait la compagnie intègrent la flotte Moby dès 2007 sous le nom de Maria Grazia On, Luigi Pa, Giuseppe Sa et Eliana M.
Cette même année 2006, au mois de septembre, deux nouveaux ferries rapides sont acquis par Moby, le Princess of Scandinavia, sister-ship du Moby Drea, mis en service à partir de mai 2007 sur une ligne inédite vers la Sardaigne entre Gênes et Porto Torres sous le nom de Moby Otta et le navire mixte grec Ariadne Palace, renommé Moby Tommy et exploité à compter de cette même période entre Piombino et Olbia.
En 2008, malgré une condamnation par la justice italienne pour des campagnes publicitaire jugée trompeuse sur les tarifs, Moby Lines réalise une excellente saison avec plus de 3,1 millions de passagers transportés. Leader dans le transport de passagers vers la Sardaigne, la compagnie entame alors une période de développement pour les lignes de la Corse et annonce fin 2008 son intention de s'installer sur le marché français avec l'ouverture d'une ligne entre Nice et Bastia. Prévu pour 2009, le projet ne verra cependant pas le jour. L'armateur expérimente aussi cette année-là l'exploitation à l'année de la ligne Livourne - Bastia.
En avril 2010, Moby Lines ouvre finalement sa première ligne vers la Corse depuis le continent français entre Toulon et Bastia. Annoncée fin 2009, cette nouvelle desserte entraîne l'acquisition d'un navire spécialement prévu pour l'assurer, le car-ferry français Pont l'Abbé rebaptisé Moby Corse. Malgré de bons résultats avec plus de 140 000 passagers transportés durant l'année, Moby fermera toutefois la ligne en février 2011 en raison du refus de la Collectivité de Corse d'accorder à la compagnie les subventions dont elle aurait dû bénéficier.

### 2011 - 2020
Après une nouvelle croissance au cours des années 2000, la progression de la compagnie sera ralentie à partir de 2011. Une crise sans précédent sur le marché sarde et l'augmentation constante du prix du carburant aura des incidences sur la totalité du trafic de Moby qui conservera malgré tout sa place de leader sur la Sardaigne. Durant cette décennie, l'armateur alternera entre succès et échecs, avec notamment la prise de contrôle, via sa maison mère, de l'ex-compagnie publique Tirrenia, l'un des principaux concurrents de Moby sur les lignes sardes.
À partir de la saison 2011, les lignes maritimes vers la Sardaigne sont frappées de plein fouet par la crise économique. La baisse de fréquentation enregistrée mois après mois sur les ports du Nord-Est de l'île atteint -23,2% et le trafic sur Olbia, le principal port de Sardaigne chute même de 30%. Les autres axes de la compagnie, en particulier la Corse, n'en sont pas moins épargnés avec une baisse de 24,10% entre Gênes et Bastia. À cela s'ajoute la hausse constante du prix du carburant qui est passé de 40 dollars en février 2009 à 120 dollars en mai 2011, rendant l'exploitation des navires de plus en plus onéreuse, en particulier les ferries rapides.
Afin de faire face à la situation, plusieurs changements interviennent dès 2012 au sein de la compagnie. Le Moby Freedom est cédé pour 75 millions d'euros à l'armateur finlandais Eckerö Line et le Moby Wonder redéployé à temps plein sur la Sardaigne depuis Livourne, mettant ainsi fin à la desserte combinée avec la Corse effective chaque été depuis 2001. Les Moby Drea et Moby Otta assurent désormais les traversées estivales entre Gênes et Olbia tandis que le Moby Corse est affecté entre Gênes et Porto Torres. Sur les lignes de la Corse, le Moby Fantasy se substitue aux Moby Wonder et au Moby Freedom sur la ligne Gênes - Bastia qui est désormais assurée de nuit et les fréquences depuis Livourne assurées par le Moby Vincent, qui avaient été augmentées les années précédentes, se voient de nouveau réduites. Malgré les dispositions prises par la compagnie, le trafic de la saison 2012 demeure en baisse,.
En dépit de ce contexte, l'année 2012 est également une date importante pour le groupe Onorato. Après avoir racheté à 100% la compagnie Toremar, principal concurrent de Moby sur les lignes de l'île d'Elbe, le 5 mai 2011, le groupe parvient, via la société Compagnie italiana di navigazione (CIN), formée avec l'aide de fonds d'investissement, à faire l'acquisition de l'ex-compagnie publique italienne Tirrenia le 19 juillet 2012 pour la somme de 380 millions d'euros.
En 2013, le trafic de Moby Lines repart lentement à la hausse. La suppression de la ligne entre Gênes et Porto Torres permet le transfert du Moby Corse entre Gênes et Bastia en remplacement du Moby Fantasy qui quitte pour sa part la flotte.
En 2014, des conflits d'actionnaires au sein de la CIN empêchent la volonté de Vincenzo Onorato de faire fusionner Moby et Tirrenia. Un accord est cependant trouvé en vue de la cession de l'intégralité des parts de Tirrenia au groupe Onorato en 2015. L'ex-compagnie publique devient ainsi la marque sœur de Moby Lines au même titre que Toremar.
C'est également à partir de 2015 que la compagnie est de nouveau en mesure d'investir pour son développement. À l'issue de la saison estivale, Moby fait l'acquisition de deux nouveaux navires pour les lignes de la Corse, le Wind Perfection, car-ferry britannique de 150 mètres reconverti en hôtel qui prend le nom de Moby Zazà et le Banasa, ferry de 115 mètres de la défunte compagnie marocaine Comarit racheté au dernier moment par Moby alors qu'il avait déjà été échoué sur les plages d'Aliağa en vue de sa démolition. Rebaptisé Moby Kiss, il renforce la ligne entre Livourne et Bastia à compter de l'été 2016. Le Moby Zazà inaugure quant à lui une toute nouvelle ligne entre Nice et Bastia, marquant le retour de Moby Lines sur les lignes entre le continent français et la Corse depuis la fermeture de la ligne entre Toulon et Bastia en 2011. Les premiers résultats seront cependant décevants, notamment en raison de la suspension de la ligne à partir de la mi-août à la suite d'un incendie survenu dans la salle des machines du Moby Zazà.
L'année 2016 voit également le rachat par le groupe Onorato de la compagnie russe St Peter Line ainsi que de ses deux navires, les cruise-ferries Princess Maria et Princess Anastasia. Cette acquisition permet d'implanter la marque Moby Lines en mer Baltique grâce à la création de la filiale Moby SPL exploitant le Princess Anastasia entre Saint-Pétersbourg, l'Estonie, la Finlande et la Suède. Le Princess Maria, ancien Finlandia de la compagnie Silja Line, est quant à lui transféré sur les lignes de Moby en Méditerranée. Renommé Moby Dada, il est exploité sous les couleurs de Moby entre Nice et Bastia à partir de la saison 2017, permettant de positionner le Moby Zazà sur la ligne de Gênes et ainsi augmenter les fréquences.
Les lignes de l'île d'Elbe bénéficient elles aussi de nouveaux moyens avec le transfert du Moby Kiss et l'acquisition du car-ferry albanais European Voyager qui est rebaptisé Moby Niki. L'arrivée de ces navires entraîne le retrait du Moby Love et du Moby Baby qui quittent la flotte.
Le 12 février 2018, le groupe Onorato et MSC, propriétaire de la compagnie Grandi Navi Veloci (GNV), signent conjointement une lettre d'intention pour la construction de quatre navires mixtes jumeaux aux chantiers chinois Guangzhou Shipyard International (GSI). Prévus pour transporter 3 765 mètres linéaires de fret et 2 500 passagers, leur entrée en service est envisagée à l'horizon 2020. Deux d’entre eux seront livrés à Moby Lines tandis que les deux autres seront exploités par GNV. Cette commande sera officiellement passée par Moby Lines le 27 juin 2019.
Début 2019, Moby Lines se retire du port de Nice en raison de l'exploitation déficitaire de la ligne mais également de la modification du contrat de service minimum passant d'une à deux rotations obligatoires par semaine. En conséquence, les Moby Kiss et Moby Vincent, qui avaient pris le relais du Moby Dada en 2018 effectuent durant l'été 2019 des traversées entre Piombino et Bastia.
Le 6 septembre 2019, la compagnie annonce la signature d'un accord consistant en la cession du Moby Aki et du Moby Wonder à la compagnie danoise DFDS en échange de deux car-ferries de cette dernière, les King Seaways et Princess Seaways. Cet accord sème alors le doute sur la situation financière de l'armateur. En effet, Moby n'a toujours pas remboursé à l'État italien la somme de 180 millions d'euros consécutive au rachat de Tirrenia en 2012. Le 24 septembre, une procédure de dépôt de bilan est intentée par un groupe de fonds spéculatifs. Le tribunal de Milan se prononcera cependant contre la mise en faillite de Moby le 9 octobre.
Les difficultés financières de l'armateur amèneront cependant à l'annulation de la vente du Moby Aki et du Moby Wonder le 29 octobre en raison du refus des créanciers de la compagnie de lever les hypothèques pesant sur les deux navires avant le délai de livraison.

### Depuis 2020
En 2022, la compagnie met en service le gigantesque Moby Fantasy, il est mis en service entre Livourne et Olbia. Son jumeau, le Moby Legacy, est quant-à lui mis en service en 2024. La compagnie transfère également le Nuraghes de Tirrenia qui est mis en service aux côtés du Moby Fantasy sous le nom de Moby Vinci.
La compagnie Moby Lines annonce et ouvre une nouvelle ligne entre Ajaccio, Gênes, et la Sardaigne pour 2024.

## Flotte

### Flotte actuelle
Voir aussi Tirrenia - Flotte actuelle
| Navire             | Pavillon | Type         | Construction | Entrée en flotte | tonnage    | Longueur | Largeur | Passagers | Véhicules | Vitesse    | Statut     |
| ------------------ | -------- | ------------ | ------------ | ---------------- | ---------- | -------- | ------- | --------- | --------- | ---------- | ---------- |
| Moby Legacy        |          | Ferry        | 2023         | 2023             | 69 500 UMS | 237 m    | 32 m    | 2 500     | 1 300     | 23,5 nœuds | En service |
| Moby Fantasy       |          | Ferry        | 2023         | 2023             | 69 500 UMS | 237 m    | 32 m    | 2 500     | 1 300     | 23,5 nœuds | En service |
| Moby Ale Due       |          | Ferry rapide | 2001         | 2024             | 36 475 UMS | 214 m    | 26,40 m | 2 700     | 900       | 28 nœuds   | En service |
| Moby Aki           |          | Ferry rapide | 2005         | 2005             | 36 284 UMS | 174,99 m | 27,60 m | 2 200     | 710       | 27 nœuds   | En service |
| Moby Wonder        |          | Ferry rapide | 2001         | 2001             | 36 093 UMS | 174,99 m | 27,60 m | 1 880     | 665       | 27 nœuds   | En service |
| Moby Tommy         |          | Ferry rapide | 2002         | 2006             | 32 302 UMS | 212,00 m | 25,00 m | 2 200     | 700       | 30,5 nœuds | En service |
| Moby Orli          |          | Cruise-ferry | 1986         | 2023             | 37 583 UMS | 176,82 m | 28,41 m | 2 447     | 580       | 22 nœuds   | En service |
| Moby Otta          |          | Ferry rapide | 1976         | 2006             | 22 528 UMS | 184,55 m | 26,40 m | 1 800     | 500       | 25 nœuds   | En service |
| Raffaele Rubattino |          | Ferry        | 2000         | 2024             | 31 041 UMS | 180,30 m | 26,80 m | 1 471     | 630       | 23 nœuds   | En service |
| Vincenzo Florio    |          | Ferry        | 1999         | 2024             | 31 041 UMS | 180,30 m | 26,80 m | 1 471     | 630       | 23 nœuds   | En service |
| Moby Kiss          |          | Ferry        | 1975         | 2015             | 11 907 UMS | 115,35 m | 20,60 m | 1 450     | 420       | 18 nœuds   | En service |
| Moby Niki          |          | Ferry        | 1974         | 2017             | 9 279 UMS  | 118,66 m | 18,32 m | 1 400     | 410       | 19 nœuds   | En service |
| Giraglia           |          | Ferry        | 1981         | 1981             | 2 123 UMS  | 74,61 m  | 12,73 m | 600       | 100       | 18 nœuds   | En service |

### Anciens navires
| Navire             | Pavillon | Type         | Construction | Période   | tonnage    | Longueur | Largeur | Passagers | Véhicules              | Vitesse    | Statut                                                                                   |
| ------------------ | -------- | ------------ | ------------ | --------- | ---------- | -------- | ------- | --------- | ---------------------- | ---------- | ---------------------------------------------------------------------------------------- |
| Maria Maddalena    |          | Ferry        | 1955         | 1959-1978 | 234 UMS    | 35,20 m  | 08,85 m | 400       | 20                     | 13 nœuds   | Toujours en activité.                                                                    |
| Moby Prince        |          | Ferry        | 1968         | 1985-1991 | 6 682 UMS  | 131,02 m | 20,48 m | 1 200     | 220                    | 21 nœuds   | Détruit dans un incendie le 10 avril 1991. Démoli à Aliağa en 1998.                      |
| Moby Love          |          | Ferry        | 1973         | 1986-1993 | 5 643 UMS  | 118,01 m | 19,82 m | 1 302     | 243                    | 20 nœuds   | Démoli à Aliağa en 2011.                                                                 |
| Moby Will          |          | Ferry        | 1968         | 1988-1993 | 4 614 UMS  | 114,92 m | 17,89 m | 1 200     | 225                    | 20 nœuds   | Démoli à Alang en 2007.                                                                  |
| Moby Kiss          |          | Ferry        | 1975         | 1997      | 5 443 UMS  | 120,88 m | 19,51 m | 1 200     | 450                    | 18,5 nœuds | Affrété puis vendu à Comanav, n'a jamais navigué pour le compte de Moby. Démoli en 2015. |
| Portoferraio       |          | Ferry        | 1972         | 1974-2001 | 1 440 UMS  | 67,34 m  | 11,43 m | ?         | ?                      | 14 nœuds   | Navigue actuellement sous le nom de Bomaris Legend.                                      |
| Sardegna Bella     |          | Ferry        | 1967         | 1986-2001 | 5 073 UMS  | 110,80 m | 18,04 m | 1 170     | 210                    | 23,5 nœuds | Immobilisé en 1998 à la suite d'une avarie. Démoli à Aliağa en 2001.                     |
| Città di Piombino  |          | Ferry        | 1964         | 1978-2002 | 495 UMS    | 56,22 m  | 11,03 m | 495       | ?                      | ?          | Navigue actuellement sous le nom de Don Peppino.                                         |
| Moby King          |          | Ferry        | 1966         | 1989-2002 | 12 377 UMS | 147,70 m | 18,44 m | 1 830     | 550                    | 19 nœuds   | Démoli à Alang en 2002.                                                                  |
| Moby Blu           |          | Ferry        | 1965         | 1982-2003 | 5 956 UMS  | 108,13 m | 18,39 m | 1 200     | 230                    | 19 nœuds   | Démoli à Alang en 2003.                                                                  |
| Moby Gum           |          | Navire mixte | 1969         | 1998-2003 | 13 714 UMS | 163,89 m | 21,19 m | 1 491     | 200                    | 23,5 nœuds | Démoli à Mumbai en 2004.                                                                 |
| Moby Magic         |          | Ferry        | 1975         | 1997-2005 | 9 120 UMS  | 140,82 m | 22,51 m | 1 080     | 250                    | 22 nœuds   | Endommagé à la suite d'un échouage survenu en 2003. Démoli à Aliağa en 2005.             |
| Elba Prima         |          | Ferry        | 1962         | 1967-2007 | 475 UMS    | 60,36 m  | 10,98 m | 600       | 70                     | 16 nœuds   | Démoli à Aliağa en 2008.                                                                 |
| Moby Rider         |          | Navire mixte | 1967         | 1998-2007 | 21 717 UMS | 176,20 m | 24,38 m | 400       | 360                    | 18 nœuds   | Démoli à Alang en 2007.                                                                  |
| Maria Grazia On    |          | Navire mixte | 2004         | 2006-2012 | 10 659 UMS | 186 m    | 25,60 m | 1 000     | 200                    | 24 nœuds   | Navigue pour le compte de la compagnie italienne Grimaldi Lines sous le nom de Venezia.  |
| Moby Freedom       |          | Ferry rapide | 2001         | 2001-2012 | 36 093 UMS | 175 m    | 27,60 m | 2 200     | 750                    | 29 nœuds   | Navigue pour le compte de la compagnie finlandaise Eckerö Line sous le nom de Finlandia. |
| Eliana M           |          | Roulier      | 1978         | 2006-2012 | 10 659 UMS | 162,99 m | 20,73 m | 12        | 1 320 mètres linéaires | 23 nœuds   | Démoli à Aliağa en 2012.                                                                 |
| Moby Fantasy       |          | Ferry        | 1976         | 1992-2013 | 13 284 UMS | 140,82 m | 22,51 m | 1 200     | 400                    | 23,5 nœuds | Démoli à Aliağa en 2013.                                                                 |
| Massimo M          |          | Roulier      | 1975         | 2010-2013 | 12 494 UMS | 167,52 m | 21,04 m | 12        | 1 726 mètres linéaires | 18 nœuds   | Démoli en 2013.                                                                          |
| Luigi Pa.          |          | Roulier      | 1975         | 2006-2016 | 8 619 UMS  | 167,52 m | 21,04 m | 150       | 1 724 mètres linéaires | 18,5 nœuds | Navigue actuellement sous le nom de Cenk M.                                              |
| Moby Baby          |          | Ferry        | 1966         | 1990-2017 | 5 667 UMS  | 99,50 m  | 18,29 m | 1 100     | 220                    | 19,5 nœuds | Démoli à Aliağa en 2018.                                                                 |
| Moby Love          |          | Ferry        | 1975         | 1998-2017 | 5 435 UMS  | 114,59 m | 18,62 m | 1 200     | 250                    | 21,8 nœuds | Désarmé en Grèce.                                                                        |
| Moby Vincent       |          | Ferry        | 1974         | 1990-2024 | 12 108 UMS | 120,80 m | 21,50 m | 1 600     | 550                    | 18,5 nœuds | Démoli à Aliağa en 2024.                                                                 |
| Moby Vinci         |          | Ferry rapide | 2004         | 2023-2024 | 39 798 UMS | 214 m    | 26,40 m | 2 910     | 1 100                  | 28 nœuds   | Vendu à MSC.                                                                             |
| Moby Corse         |          | Ferry        | 1978         | 2009-2024 | 19 321 UMS | 152,91 m | 26,26 m | 1 370     | 470                    | 21 nœuds   | Vendu à la société Ferry Med Srl.                                                        |
| Bastia             |          | Ferry        | 1974         | 1974-2024 | 2 033 UMS  | 74,61 m  | 12,73 m | 600       | 100                    | 18 nœuds   | Vendu à la compagnie napolitaine Alilauro.                                               |
| Moby Ale           |          | Ferry        | 1969         | 1996-2024 | 3 937 UMS  | 92,66 m  | 16,72 m | 800       | 160                    | 18 nœuds   | Démoli à Aliağa en 2024.                                                                 |
| Moby Baby Two (it) |          | Ferry        | 1974         | 2000-2024 | 8 570 UMS  | 118,57 m | 18,52 m | 1 150     | 300                    | 18 nœuds   | Démoli à Aliağa en 2024.                                                                 |
| Moby Dada          |          | Cruise-ferry | 1981         | 2016-2025 | 34 093 UMS | 166,10 m | 28,46 m | 2 000     | 480                    | 22 nœuds   | Démoli à Aliağa en 2025.                                                                 |
| Moby Zazà          |          | Ferry        | 1982         | 2015-2025 | 22 161 UMS | 153,40 m | 24,24 m | 2 050     | 530                    | 20 nœuds   | Vendu à la société Atlantis Maritime SA.                                                 |
| Moby Drea          |          | Ferry rapide | 1975         | 2003-2025 | 22 528 UMS | 184,55 m | 26,40 m | 1 800     | 500                    | 25 nœuds   | Démoli à Aliağa en 2025.                                                                 |

## Lignes desservies

### Sardaigne
| Ligne            | Durée                          | Navires                             | Fréquence   | Période            |
| ---------------- | ------------------------------ | ----------------------------------- | ----------- | ------------------ |
| Gênes - Olbia    | 10 h 30                        | Moby Wonder, Moby Aki, et Moby Otta | Quotidienne | D'avril à octobre  |
| Livourne - Olbia | 6 h 30 (de jour), 8h (de nuit) | Moby Fantasy et Moby Legacy         | Quotidienne | Toute l'année      |
| Piombino - Olbia | 5 h 15                         | Moby Aki et Moby Wonder             | Quotidienne | De mai à septembre |

### Corse
| Ligne                  | Durée                          | Navires                    | Fréquence      | Période                  |
| ---------------------- | ------------------------------ | -------------------------- | -------------- | ------------------------ |
| Gênes - Bastia         | 6 h 15 de jour, 10 h 0 de nuit | Moby Wonder, Moby Aki      | Quotidienne    | De juin à septembre      |
| Livourne - Bastia      | au moins 4 h 0                 | Moby Orli                  | Quotidienne    | De mai à septembre       |
| Piombino - Bastia      | 3 h 30                         | Moby Kiss                  | Bihebdomadaire | De juin à septembre      |
| Gênes - Ajaccio        | au moins 8 h 0                 | Moby Ale Due et Moby Tommy | Quotidienne    | De juin à septembre      |
| Porto Torres - Ajaccio | ?                              | Moby Tommy et Moby Ale Due | Quotidienne    | De [Quand ?] à [Quand ?] |

### Sardaigne - Corse
| Ligne                            | Durée          | Navires  | Fréquence   | Période       |
| -------------------------------- | -------------- | -------- | ----------- | ------------- |
| Santa Teresa Gallura - Bonifacio | au moins 1 h 0 | Giraglia | Quotidienne | Toute l'année |

### Île d'Elbe
| Ligne                   | Durée           | Navires              | Fréquence   | Période       |
| ----------------------- | --------------- | -------------------- | ----------- | ------------- |
| Piombino - Portoferraio | au moins 1 h 30 | Moby Niki, Moby Kiss | Quotidienne | Toute l'année |